# Arthur Hoffmann
Arthur E. "Aute" Hoffmann (Danzing, Prússia, 10 de desembre de 1887 – Hamburg, 4 d'abril de 1932) va ser un atleta alemany que va competir a principis del segle xx.
El 1908 va prendre part en els Jocs Olímpics de Londres, on guanyà la medalla de plata en la cursa dels relleus combinats, formant equip amb Hans Eicke, Otto Trieloff i Hanns Braun.
Hoffmann va córrer el primer relleu, de 200 metres. L'equip va superar fàcilment la primera ronda eliminant l'equip neerlandès. En la final, tot i que ho intentaren, no van poder superar l'equip estatunidenc i van quedar en segona posició. Hoffman també disputà les proves dels 100 i 200 metres, acabant segon en les seves sèries de la primera ronda d'ambdues proves i quedant eliminat. En la competició del salt de llargada es classificà en 15a posició.